# Cappella di Santa Caterina (Legoli)
La cappella di Santa Caterina si trova a Legoli, nel comune di Peccioli, in provincia di Pisa, diocesi di Volterra.

## La struttura muraria
Sorto intorno al 1479 come tabernacolo, assunse l'aspetto di cappella dopo che, nel 1822, Alessio del Fanteria vi costruì attorno un piccolo oratorio a valenza funeraria, dedicato a santa Caterina.

## Gli affreschi di Benozzo Gozzoli

### Esecuzione e datazione dell'opera
Benozzo Gozzoli, coadiuvato da alcuni aiutanti, ne affrescò nel 1479-80 tutti e quattro i lati.
Proprio nell'estate del 1479, infatti, la peste, che stava imperversando in tutta la Toscana, giunse anche a Pisa, dove Benozzo soggiornava, rendendo la situazione critica. Da qui la decisione di trasferirsi con tutta la famiglia a Legoli: Benozzo scelse Legoli probabilmente per accordi precedentemente stipulati con questa comunità per la decorazione di questo monumentale tabernacolo.

### Piano iconografico dell'opera
Negli estradossi dell'arco della facciata principale è raffigurata l'Annunciazione, mentre nella copertura si trovano gli Evangelisti e i Padri della Chiesa, con al centro il Cristo benedicente, che introducono il soggetto principale della parete di fondo, una Sacra Conversazione con tre angeli reggicortina; nella parete destra è il Cristo portacroce su uno sfondo di città; gli altri due lati presentano internamente a nord il Martirio di San Sebastiano, a sinistra la Crocifissione con la Vergine e i Santi Francesco, Domenico, Giovanni Evangelista e, nei pilastri, San Michele Arcangelo e l'Incredulità di San Tommaso.

## Galleria d'immagini

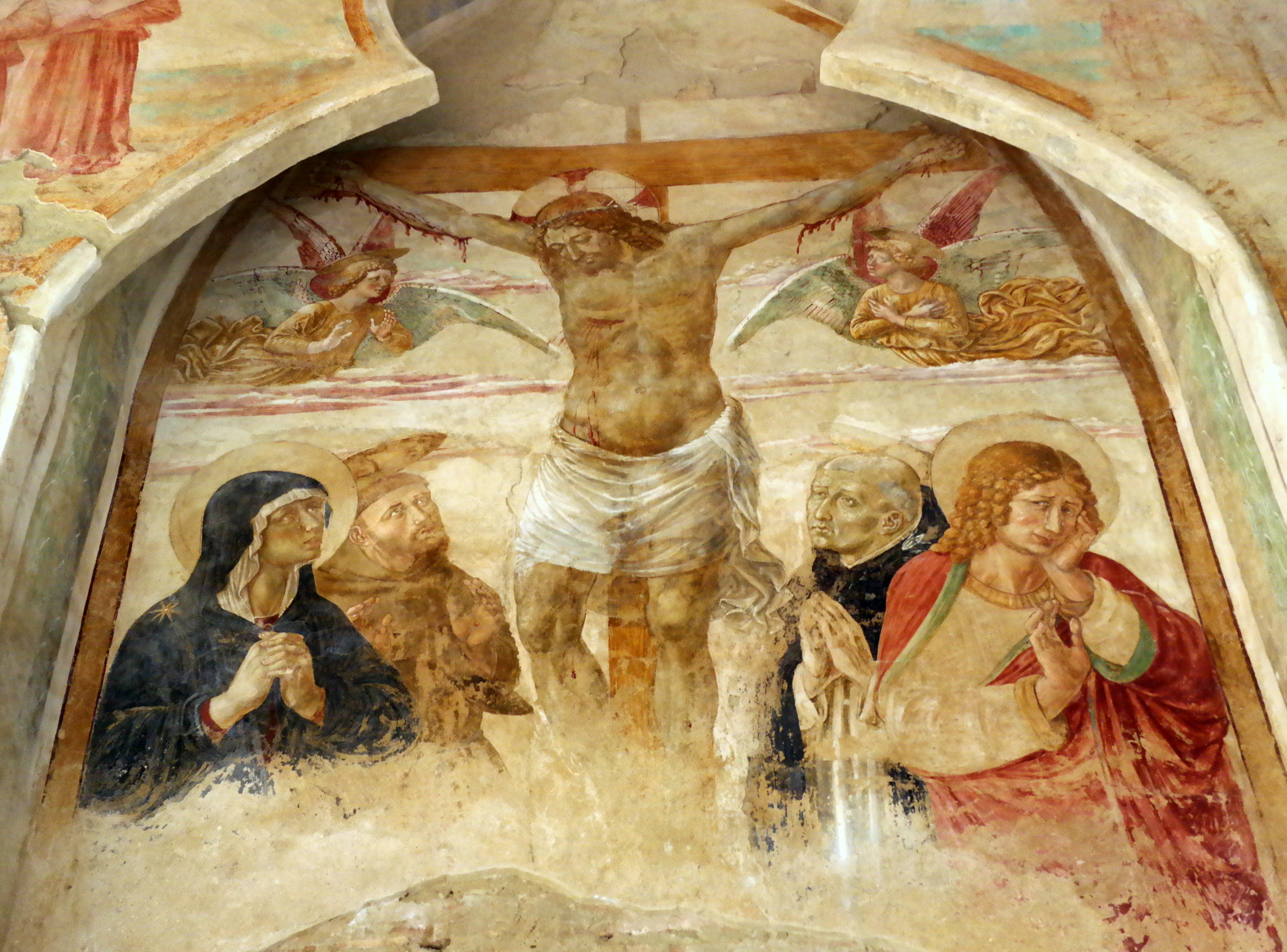
Crocifissione
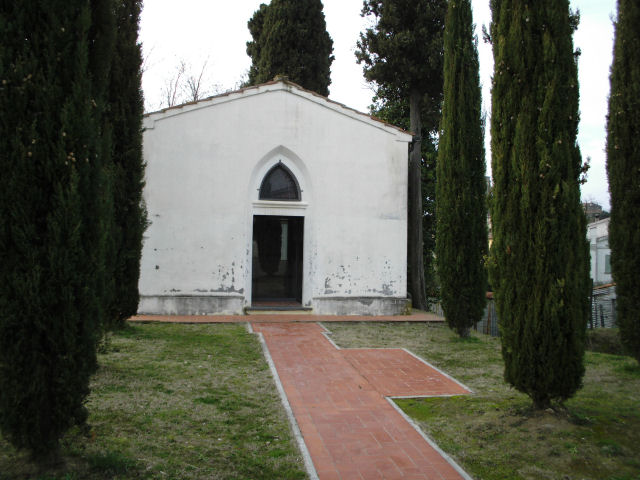
Veduta posteriore della cappella
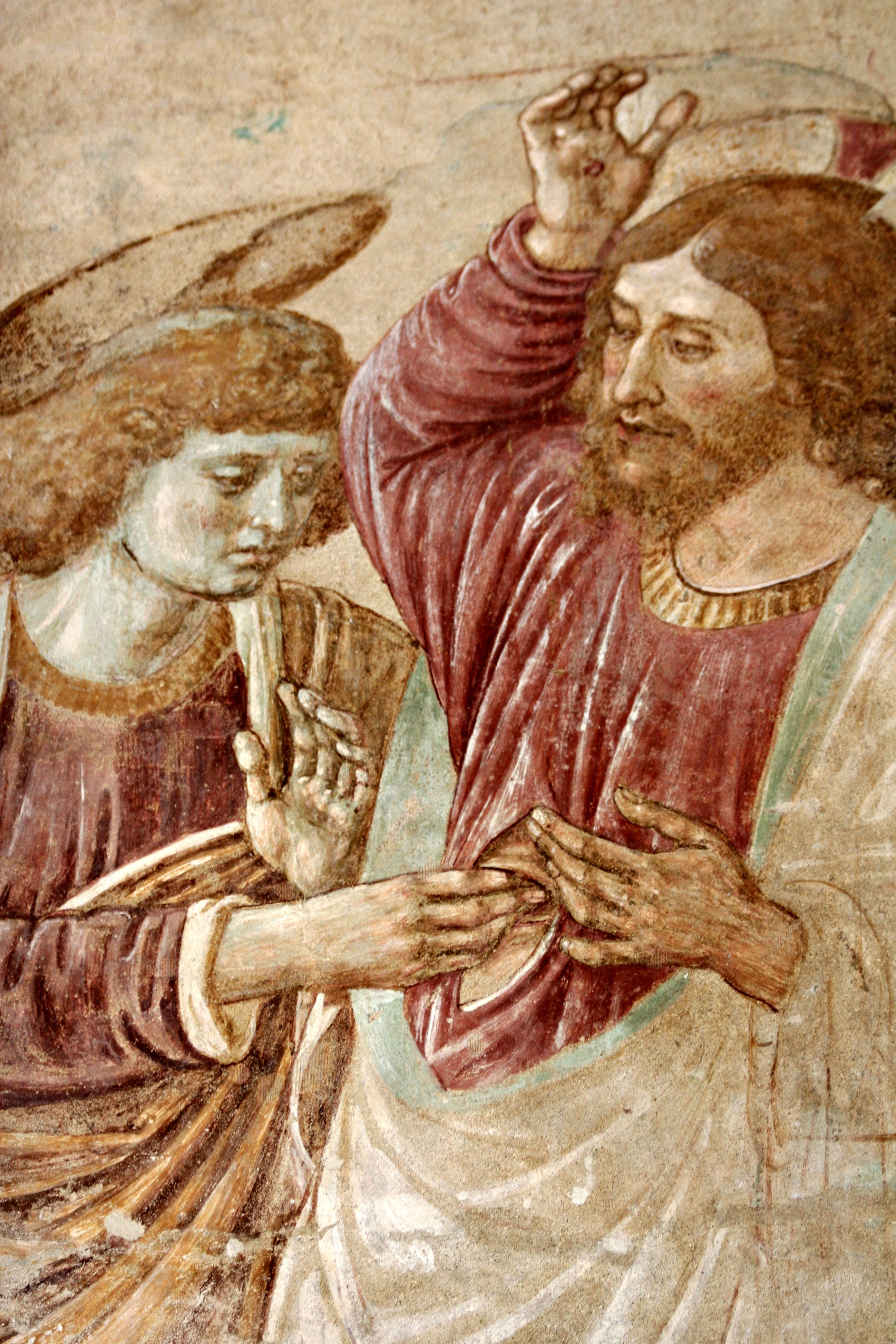
Incredulità di San Tommaso di Benozzo Gozzoli, 1479-80
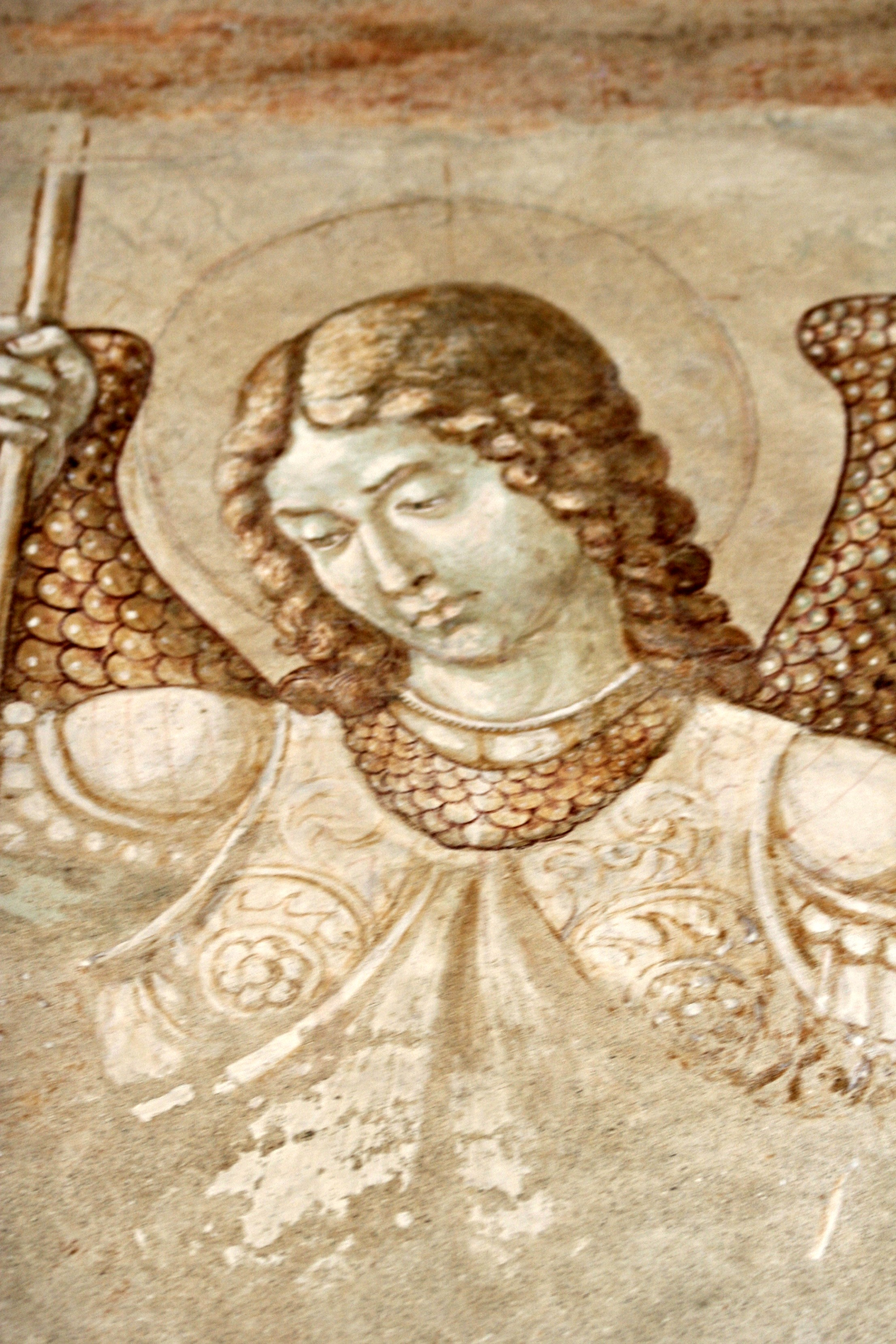
San Michele Arcangelo di Benozzo Gozzoli, 1479-80
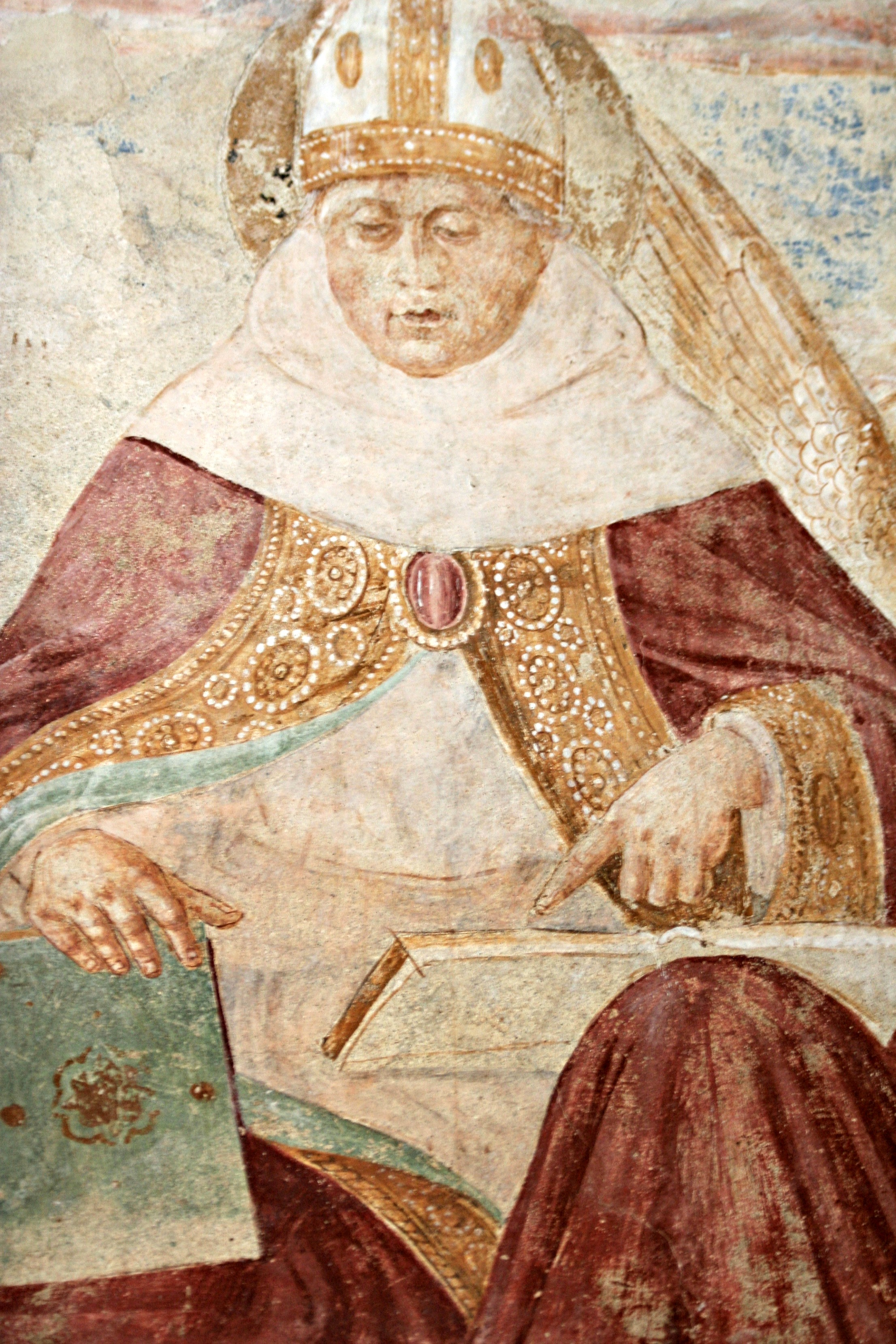
Dottore della Chiesa di Benozzo Gozzoli, 1479-80